# Collegium Carolinum
Collegium Carolinum e.V. (častá je zkratka CC) je německé výzkumné pracoviště, které se jako jediný vědecký institut v Německu soustřeďuje výhradně na dějiny a kulturu českých zemí, popř. České republiky a Slovenska.
Collegium Carolinum bylo založeno bavorskou vládou v roce 1956 v Mnichově, kde sídlí dosud, ovšem sdružuje vědecké pracovníky nejen z Německa, ale i z Česka a dalších evropských zemí. Knihovna, spravovaná institutem, patří k největším specializovaným sbírkám bohemik a sudetik v Německu (cca 150 000 knihovních jednotek). Collegium Carolinum je nerozlučně spjato se jménem historika Ferdinanda Seibta, který institut řídil od roku 1980 až do své smrti v roce 2003.
Název institutu je odvozen od pražského Karolina, kde sídlila pražská německá Karlo-Ferdinandova univerzita až do roku 1934 (a znovu za okupace).

## Činnost
Collegium Carolinum je organizováno jako neziskový spolek, který je finančně podporován Bavorským státním ministerstvem pro vědu, výzkum a umění. Collegium Carolinum se podle svých stanov věnuje víceoborovému výzkumu historie a kulturních dějin českých zemí, Česka, Slovenska a Československa v širším evropském rámci. Předmětem výzkumu jsou také problémy soužití různých národností v tomto prostoru, stejně jako dějinný, kulturní, právní a hospodářský vývoj. Kromě toho se Collegium věnuje i dějinám vysídlených sudetských Němců a jejich vysídleneckých spolků.

## Dějiny
Collegium Carolinum bylo založeno v roce 1956 v Mnichově. Mezi jeho zakládající členy patřili:
- Eugen Lemberg (1903–1976)
- Theodor Mayer (1883–1972)
- Kurt Oberdorffer (1900–1980)
- Hermann Raschhofer (1905–1979)
- Ernst Schwarz (1895–1983)
- Heribert Sturm (1904–1981)
- Erich Bachmann (1910–1991), kunsthistorik[1]
- Josef Hemmerle (1914–2003), historik a archivář

## Zaměstnanci
Collegium Carolinum sdružuje více než 40 vědců různých oborů z Německa, Rakouska, Česka, Slovenska, Francie a Spojených států, kteří se zabývají dějinami českých zemí.

## Výzkum
CC se v současnosti věnuje především těmto tématům:
- dějiny Československa 1918–1992
- vývoj společnosti a mentalit v 19. a 20. stol.
- komparace dějin českých zemí s vývojem jiných zemí střední a východní Evropy v 19. a 20. stol.
- soudobé dějiny Československa po roce 1945
- náboženské dějiny ČZ a Československa
- vzpomínání a orální historie v Česku v mezinárodním kontextu
- dějiny občanské společnosti v českých zemích

Institut pořádá pravidelná setkání, na kterých seznamuje s výsledky svého bádání odbornou i laickou veřejnost.

## Publikace
Mezi vydávané publikace patří:

### Periodika
- Bohemia – Zeitschrift für Geschichte und Kultur der böhmischen Länder (od roku 1960, v současnosti vychází 2x ročně), ISSN 0523-8587
- Berichte zu Staat und Gesellschaft in der Tschechischen und in der Slowakischen Republik (vychází čtvrtletně od roku 1993), ISSN 0943-8386

### Příručky
- Biographisches Lexikon zur Geschichte der böhmischen Länder (dosud vyšly 3 svazky)
- Sudetendeutsches Wörterbuch – Wörterbuch der deutschen Mundarten in Böhmen und Mähren-Schlesien (dosud 4 svazky)
- Handbuch der Geschichte der böhmischen Länder (1967–1974)
- Ortslexikon der böhmischen Länder 1910–1965 (1995)

### Edice
- Veröffentlichungen des Collegium Carolinum, vychází od roku 1958, dosud 131 svazků (2015) ISSN 0530-9794.
- Bad Wiesseer Tagungen (od roku 1969, dosud 22 sv.)
- Lebensbilder zur Geschichte der böhmischen Länder (od roku 1974, dosud 7 svazků)